# 명호초등학교 북곡분교
명호초등학교 북곡분교는 경상북도 봉화군 명호면 북곡리 1309에 있었던 공립 초등학교이다.

## 연혁
- 1936년 7월 9일 명호공립보통학교 북곡간이학교 설립인가
- 1944년 6월 10일 북곡국민학교 개교
- 1996년 3월 1일 북곡초등학교로 개칭
- 1997년 2월 21일 제44회 졸업식(총 1,551명)
- 1997년 3월 1일 명호초등학교 북곡분교장
- 2013년 3월 1일 폐교